# فرمة
فِرمة أو فِرمو (نقحرة: فيرمو) (بالإيطالية: Fermo)‏، مدينة إيطالية بإقليم ماركي ومقاطعة فِرمة، عدد سكانها 37.497 نسمة.
تقع فِرمة على تلة بإطلالة جميلة على فرع من ميناء سان جورجو على سكة الحديد الساحلية الأدرياتية.

## السكان
في سنة 1861 بلغ عدد السكان 18٬198 نسمة، وتطور العدد ليصل في سنة 2011 لـ 37٬016 نسمة.
يظهر هذا المخطط البياني تطور النمو السكاني لـ فرمة

## التاريخ
تشهد الأسوار السيكلوبية على عراقة عِظم المدينة. تأسست Firmum Picenum القديمة كمستعمرة اللاتينية، تتكون من 6000 رجل.

## توأمة
لفِرمة اتفاقيات توأمة مع كل من:
- آنسباخ (2006 - )
- Várpalota [الإنجليزية]‏
- باهيا بلانكا

## أعلام
- ماسيمو فيكدينتي
- غالياتسو ماريا سفورزا
- أليساندرو برانيتي
- جوسيب جيورداني
- ماسيمو باتشي